# 中信金融资产

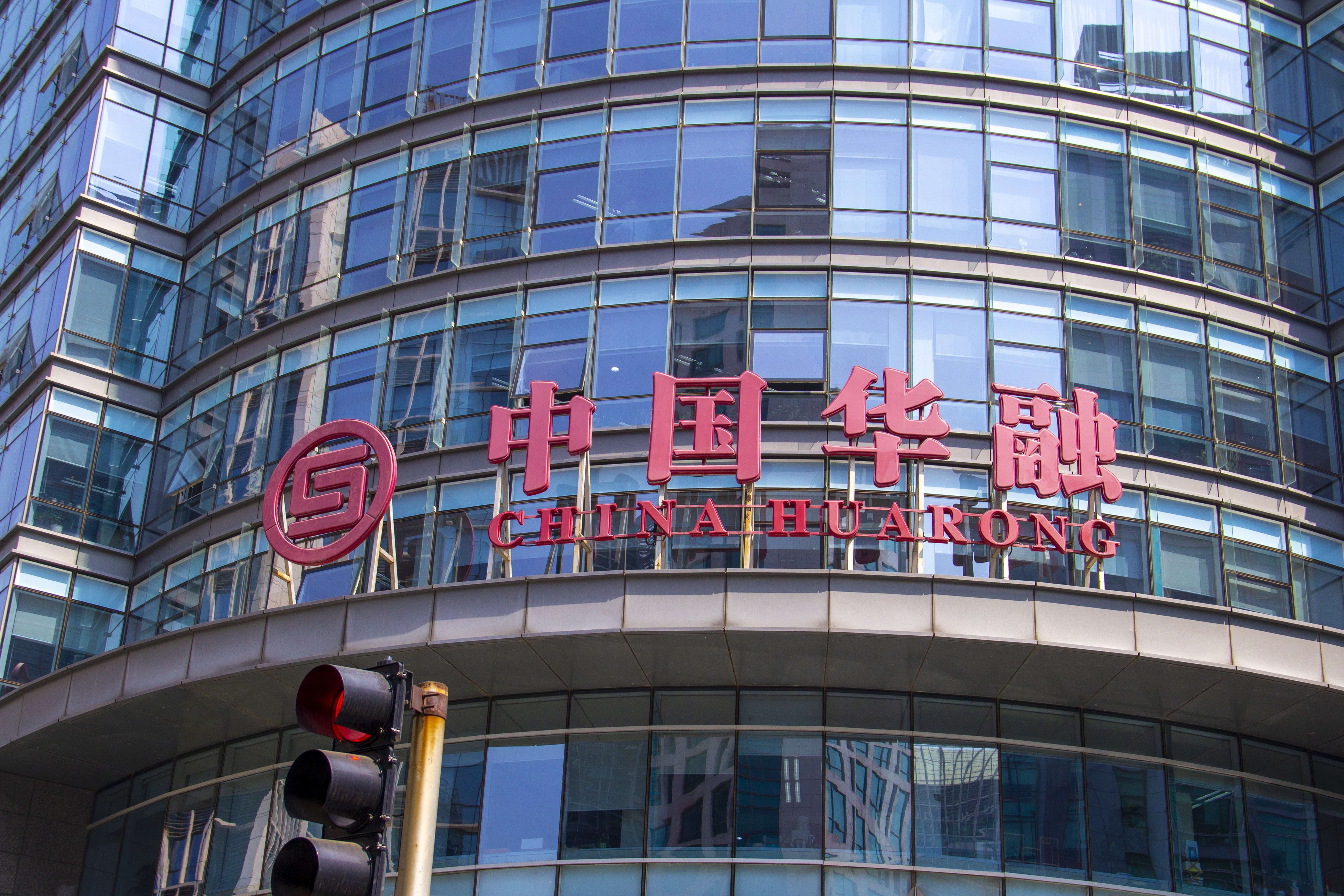
中国华融 招牌

中国中信金融资产管理股份有限公司（港交所：2799），簡稱中国中信金融资产、中信金融资产，是中华人民共和国的国有金融资产管理公司，在1999年11月8日由中华人民共和国财政部和中国人寿保险（集团）公司於北京组建成立。其前身為「中国华融资产管理公司」、「中国华融资产管理股份有限公司」。
業務在全球經營不良资产经营、资产经营管理、银行、证券、信托、租赁、投资、期货、置业。

## 历史

### 华融时期
1999年11月8日，由中华人民共和国财政部和中国人寿保险（集团）公司於北京组建成立中国华融资产管理公司。是中国政府在亚洲金融风暴后对于银行业重组的措施之“成立四家金融资产资产管理公司”的其中一家，主要接收中国工商银行系统内的不良资产。
2010年10月12日，由中国华融资产管理股份有限公司注资控股占50.98%，以原株洲市商业银行、湘潭市商业银行、衡阳市商业银行、岳阳市商业银行、邵阳市城市信用社为基础成立华融湘江银行。
2012年9月28日，整体改制为股份有限公司。
在2015年10月30日於港交所主板上市（集資額最初為218.4億港元，招股價區間為每股3.03至3.39港元，其後集資額為195亿港元，全球發售為57.6億港元，招股價為3.39港元）前，在2014年8月，美国华平集团、中信证券国际、马来西亚国库控股公司、中金公司、中粮集团、复星国际、高盛集团等7家境内外战略投资者，涉資金額為145億元人民幣。2017年台灣成立台灣華融實業公司。
2018年，中國華融董事長赖小民因貪污受賄被捕。华融置业党委书记、董事长汪平华、华融国际党委副书记、董事会董事、总经理白天辉、华融国际副总经理郭金童、华融贵阳置业副总经理赵子春也因受贿被捕。
2021年1月5日，天津市第二中级人民法院公开宣判由天津市人民检察院第二分院提起公诉的赖小民受贿、贪污、重婚一案，对被告人赖小民以受贿罪判处死刑，剥夺政治权利终身，并处没收个人全部财产。受此影响，中国华融的金融地位一落千丈。同年4月1日，中国华融因未能发布2020年度业绩而被迫停牌。4月，标普全球评级公司宣布，将中国华融及其子公司列入负面信用观察名单。4月13日，穆迪投资者服务公司将中国华融的评级列入下调的观察名单。8月18日，中国华融发布《内幕消息潜在战略投资》《盈利警告》两则公告。显示，中国华融2020年度经营业绩将出现亏损，归属于公司股东的净亏损预计为人民币1029.03亿元。同年11月17日，中国华融发布公告称，该公司董事会宣布拟将持有的华融湘江银行40.53%股权对外公开转让。
2022年1月5日，中國華融復牌, 收市價0.51元, 瀉55%市值蒸發逾130億。

### 中信时期
2022年3月，党委划转至中国中信集团有限公司党委管理。
2023年3月15日，中華人民共和國財政部以华融2014至2019年度存在内部控制和风险控制失效、会计信息严重失真等问题為由要求華融旗下多個子公司繳納罰款。
2023年11月15日，中国华融公告称，拟变更公司名稱及公司章程。根据公告，擬變更的公司名稱为“中國中信金融資產管理股份有限公司”，简称“中信金融資產”，公司标志也将与中信集团统一。另据中国华融同日发布的另一则公告，该公司已完成华融中关村不良资产交易中心股份有限公司、华融消费金融股份有限公司、华融证券股份有限公司、华融湘江银行股份有限公司、华融国际信托有限责任公司等5家牌照类附属公司的股权出售。
2024年1月26日，中国中信金融资产正式挂牌。

## 主要資產
- 华融证券股份有限公司（简称“华融证券”）
- 华融金融租赁股份有限公司（简称“华融金融租赁”）
- 华融国际信托有限责任公司（简称“华融信托”）
- 华融期货有限责任公司（简称“华融期货”）
- 华融融德资产管理有限公司（简称“华融融德”）
- 华融置业有限责任公司（简称“华融置业”）
- 中国华融国际控股有限公司（简称“华融国际”）
  - 華融國際金融控股有限公司
- 華融投資股份